# Предою, Кэтэлин
Кэтэлин Мариан Предою (рум. Cătălin Marian Predoiu; род. 27 августа 1968, Бузэу) — юрист, политический и государственный деятель. Исполняющий обязанности председателя Национальной либеральной партии. Исполняющий обязанности премьер-министра Румынии с 6 мая по 23 июня 2025 года. Вице-премьер и министр внутренних дел Румынии с 15 июня 2023 года. В прошлом — министр юстиции Румынии (2021—2023, 2019—2020, 2008—2012), министр иностранных дел Румынии (2009).

## Биография
Родился 27 августа 1968 года в Бузэу.
Кэтэлин Предою окончил юридический факультет Бухарестского университета в 1991 году. В 1994 году он завершил программу обучения в области коммерческого права в Кане во Франции. В 2004 году получил степень доктора философии в области торгового права на юридическом факультете Бухарестского университета.
С 2003 года он является членом совета Бухарестской коллегии адвокатов.
Предою является ассоциированным адвокатом в юридической компании ZRP с 2005 года. Он является коммерческим и корпоративным юристом управления.
В период с 1994 по 2007 год он преподавал коммерческое право на юридическом факультете Бухарестского университета.
Предою опубликовал несколько статей и исследований о коммерческом праве и получил приз от Румынской академии как соавтор юридического трактата.

## Политическая карьера
С 29 февраля 2008 по 7 мая 2012 года — министр юстиции Румынии в коалиционном правительстве меньшинства под руководством премьер-министра Кэлина Попеску-Тэричану. Сохранил пост в следующем коалиционном правительстве под руководством премьер-министра Эмиля Бока. С 1 октября по 23 декабря 2009 года занимал должность министра иностранных дел. 13 октября 2009 года парламент принял вотума недоверия правительству. Предою сохранил пост министра юстиции в следующем коалиционном правительстве. После отставки Эмиля Бока с 6 февраля 2012 года исполнял обязанности премьер-министра. 9 февраля правительство ушло в отставку.
В 2013 году Предою стал членом Демократической либеральной партии.
4 ноября 2019 года назначен министром юстиции в однопартийном правительстве меньшинства под руководством премьер-министра Людовика Орбана. 5 февраля 2020 года парламент принял вотума недоверия правительству. Предою сохранил пост в следующем однопартийном правительстве меньшинства под руководством премьер-министра Людовика Орбана. После отставки Людовика Орбана с 7 декабря 2020 года исполнял обязанности премьер-министра. 23 декабря правительство ушло в отставку.
25 ноября 2021 года назначен министром юстиции в коалиционном правительстве под руководством премьер-министра Николае Чукэ (НЛП). После отставки Николае Чукэ с 12 июня 2023 года исполнял обязанности премьер-министра. 15 июня правительство ушло в отставку.
15 июня 2023 года назначен вице-премьером и министром внутренних дел в коалиционном правительстве под руководством Марчела Чолаку (СДП). Сохранил пост в следующем коалиционном правительстве, назначенном 23 декабря 2024 года.
12 февраля 2025 года Кэтэлин Предою стал временно исполняющим обязанности председателя Национальной либеральной партии, сменив Илие Боложана, ставшего исполняющим обязанности президента Румынии.
После первого тура президентских выборов 2025 года Марчел Чолаку объявил о выходе Социал-демократической партии из правящей коалиции и 6 мая ушёл в отставку с поста премьер-министра. Правительство продолжило работу под временным руководством Кэтэлина Предою.